# لوسی دیویس (سوارکار)
لوسی دیویس (انگلیسی: Lucy Davis; october ۲۲, ۱۹۹۲ (۳۲ سال) – ) اهل ایالات متحده آمریکا بود.
وی در مسابقات کشوری و بین‌المللی در مجموع برندهٔ ۱ مدال نقره، ۱ مدال برنز شده‌است.